# Hanse (Computerspiel)
Hanse ist ein von Ralf Glau und Bernd Westphal entwickeltes Computerspiel aus dem Jahr 1986, das erstmals 1986 bei Ariolasoft erschien.
Das Spiel wurde im Jahr 1994 von Ascon (später Ascaron) unter dem Titel Hanse – Die Expedition als Remake neu veröffentlicht.

## Spielprinzip
Die Handelssimulation ist für ein bis sechs Spieler geeignet. Von Lübeck, der „Königin der Hanse“, ausgehend, kann der Spieler neue Niederlassungen gründen, Lagerhäuser und Schiffe bauen und mit anderen Hansestädten Handel treiben.

## Entwicklung
Prägend für die Entwicklung war die Jugendzeit von Ralf Glau in Lübeck. Das Designziel war ein Spiel zu kreieren, das weder Töten noch Zerstören als Ziel hat. Zusammen mit Freund Bernd Westphal, der ihn an den Heimcomputer C64 führte, begann Glau eine Handelssimulation im Stile eines Gesellschaftsspieles zu entwickeln. Die ursprüngliche Fassung entstand auf einem Schneider CPC, Westphal portierte das Spiel auf den Commodore 64. Bei Verleger Ariolasoft kam der Verantwortliche aus Hamburg, so dass diese mit der Thematik ebenfalls direkt etwas anfangen konnten.

## Rezeption
Das Spiel wurde direkt mit Die Fugger verglichen. Mit mehreren Spielern entfalte es sein volles Potenzial. Das Spiel sei intelligent durchdacht und gut gemacht. Happy Computer bezeichnete es als komplexes Spiel, das jedoch schrecklich monoton arbeite. Die Handelsergebnisse seien dem Zufall unterworfen. Es sei deutlich schlechter als das Vorbild Kaiser, grafisch dilettantisch und laienhaft umgesetzt. Das ältere M.U.L.E. sei wesentlich besser.